# Aconurella brevala
Aconurella brevala är en insektsart som beskrevs av Pieter D. Theron 1982. Aconurella brevala ingår i släktet Aconurella och familjen dvärgstritar. Inga underarter finns listade i Catalogue of Life.